# Piopior
Piopior (Turnagra) är ett fågelsläkte i familjen gyllingar inom ordningen tättingar: Släktet omfattar endast två arter som tidigare förekom i Nya Zeeland men är båda utdöda.:
- Nordöpiopio (T. tanagra)
- Sydöpiopio (T. capensis)

Det har länge varit osäkert vilken familj piopiorna tillhör. De har föreslagits vara alltifrån lövsalsfåglar och paradisfåglar till visslare och trastar. Två nyligen gjorda genetiska har dock löst mysteriet – de är gyllingar.